# Villa Stockenberg

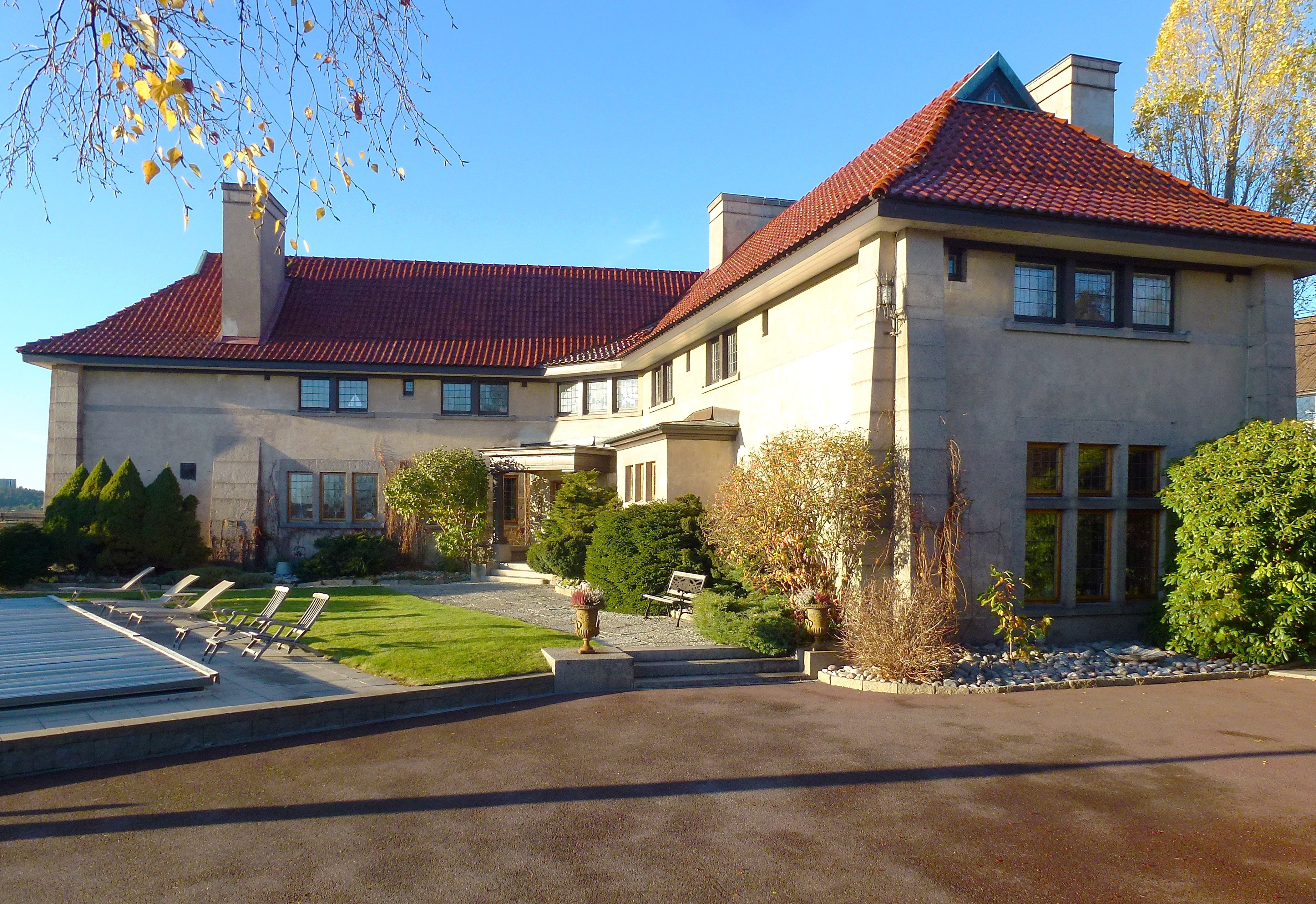
Villa Stockenberg, gårdssidan.

Villa Stockenberg är en byggnad på Baggensudden vid Fjällvägen 12A i Saltsjöbaden. Villan är gestaltad i nationalromantisk stil och uppfördes mellan 1909 och 1910 efter ritningar av arkitekterna Isak Gustaf Clason och Rudolf Emanuel Jacobsen. Byggnaden är i allt väsentligt oförändrad sedan den stod färdig och lagskyddas sedan november 1978 som byggnadsminne.

## Historik

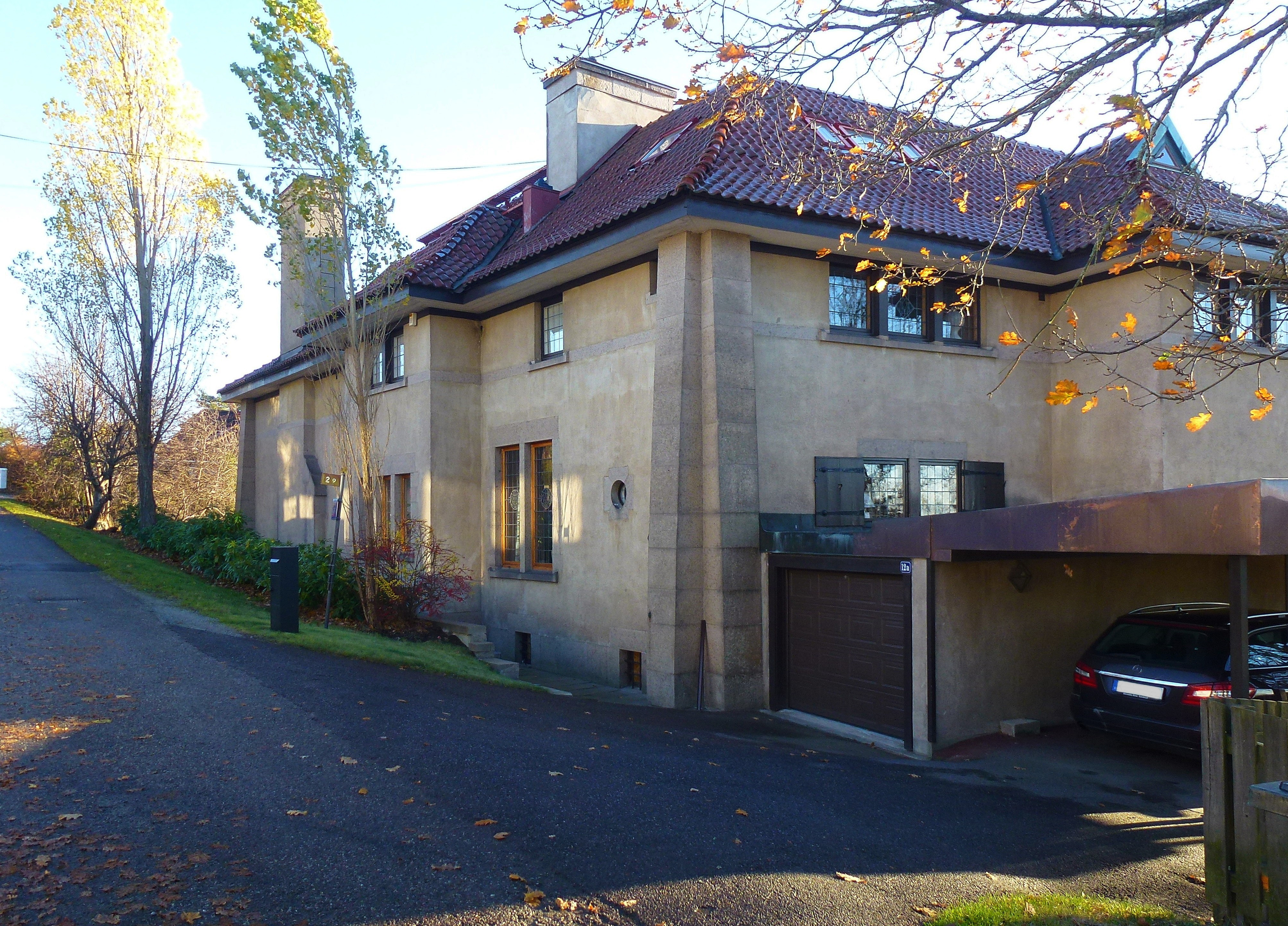
Fasad mot gatan (norra längan).

Högt uppe på Baggensudden i Saltsjöbaden med vidsträckt utsikt över Pålnäsviken, Neglingeviken och Baggensfjärden byggdes Villa Stockenberg. Tomten sträckte sig från nuvarande Fjällgatan ner till Pålnäsvägen. Beställare var Hanne Stockenberg (född Thommesen, 1870-1958) som var gift med konsulatrådet Thor Ferdinand Stockenberg (1866-1908). Villan tillkom efter hans död.
Arkitekt var  Rudolf Emanuel Jacobsen från Norge, som 1902 flyttade till Stockholm för att studera vid Kungliga Tekniska Högskolan och därefter bli assistent åt professorn och arkitekten Isak Gustaf Clason. Jacobsen var influerad av den engelske arkitekten och formgivaren Charles Voysey som i sin tur var anhängare av Arts and Crafts rörelsen. 
Villan ritades ursprungligen av Jacobsen, men hans ritningar bearbetades 1909 av Clason, sedan Jacobsen återvänt till Kristiania för att öppna där ett eget kontor. Husets planlösning är ett av de tidigaste exemplen i Sverige för den engelska Arts- and Crafts-arkitekturen, som har sina rötter i William Morris berömda Red House uppfört 1858 strax utanför London. Stilen utmärker sig genom sin enkla elegans och sina vackra inredningsarbeten.

## Villan

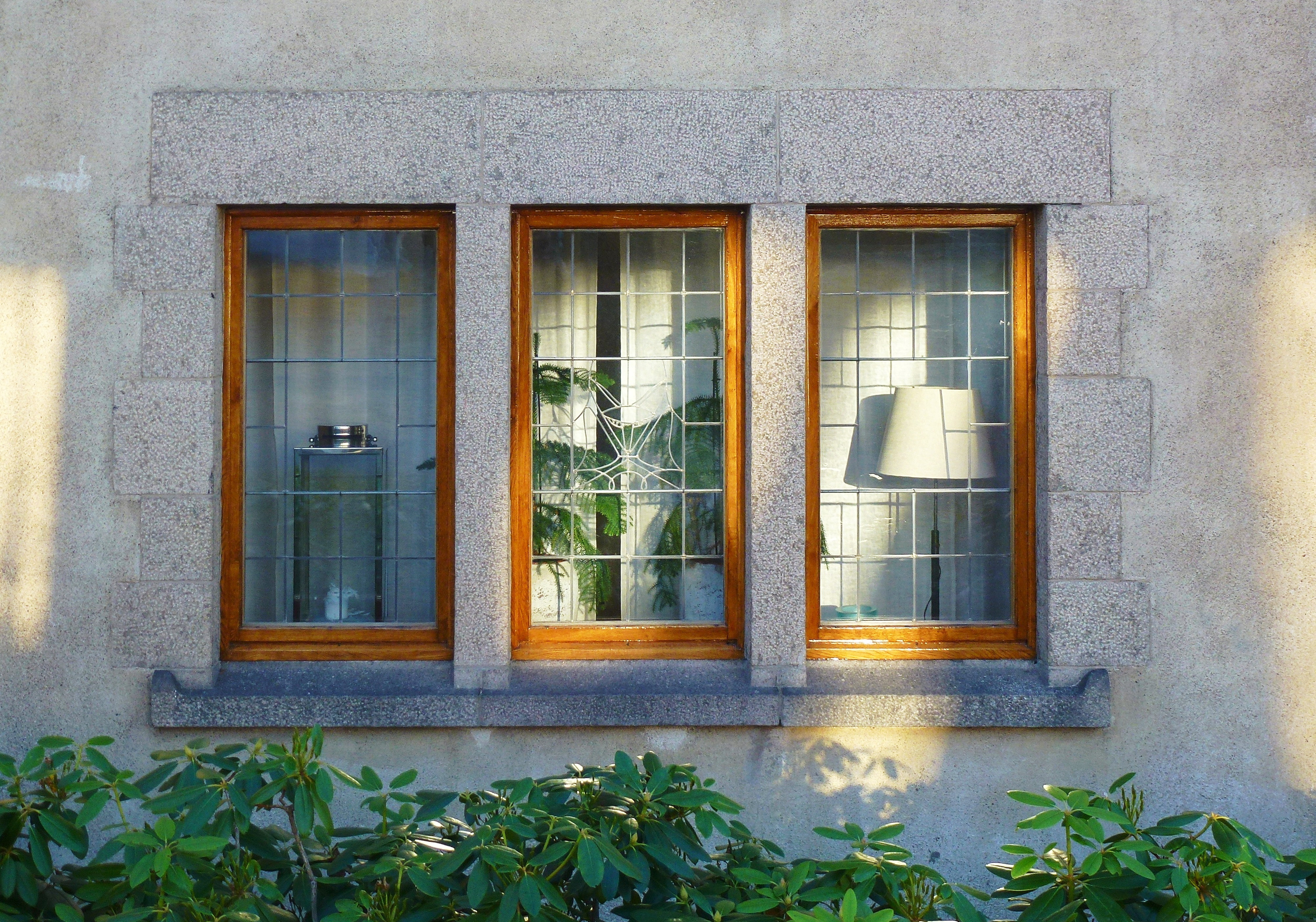
Fönsterdetalj.

Den vinkelbyggda tvåplansvillan fick elva rum fördelade på totalt 481 kvadratmeter. Fasaden mot gatan är sluten. Huvudentrén nås från gårdssidan och ligger i husets innerhörn. Entrén flankeras av kolonner som bär upp ett mindre skärmtak med kassettindelning på undersidan. Från ingången når man en stor trapphall, ett typiskt engelskt arkitekturgrepp från denna tid. 
Bottenvåningen i norra längan inrymmer vardagsrum med öppen spis och en salong. I sydlängans bottenvåning märks matsal, kök och serveringsrum. Väggarna i bland annat salong och vardagsrum är klädda med ekpaneler. I övre våningsplanet anordnades flera sov- och gästrum samt rum för hembiträde. Det finns åtta öppna spisar och en kakelugn i huset. 
Taket är ett valmat sadeltak, som svänger lätt utåt och är täckt med glaserat taktegel. Husets ytterhörn accentuerades av uppåt avsmalnande hörnpelare i granit. Med sina bastanta fasader i gråputsat tegel, fönsteromfattningar av granit, småspröjsade och blyinfattade fönster samt burspråk är huset mycket representativt för dåtidens arkitekturideal. Villan har på senare tid byggts till med ett garage och en carport.

## Originalritningar

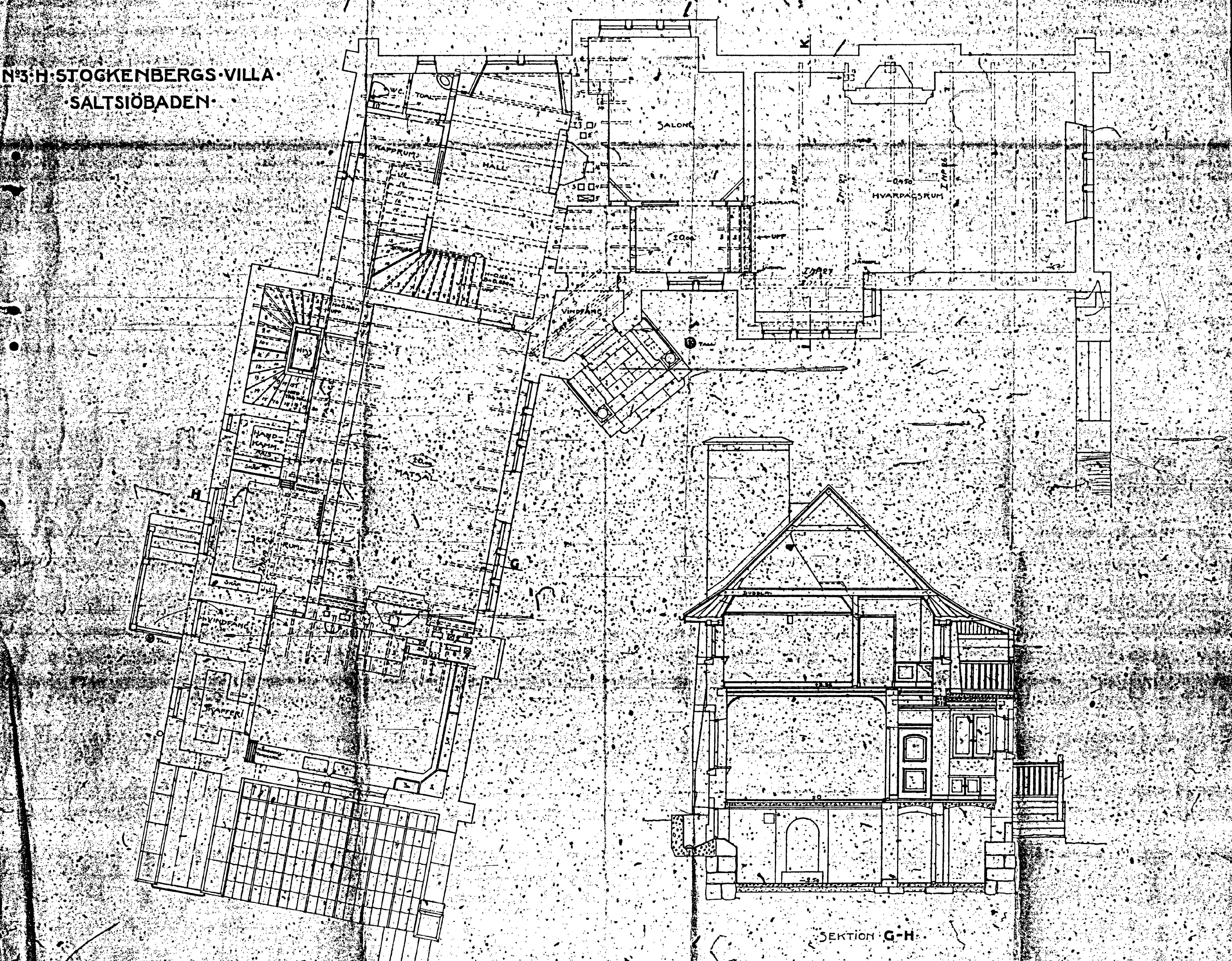
Bottenvåning
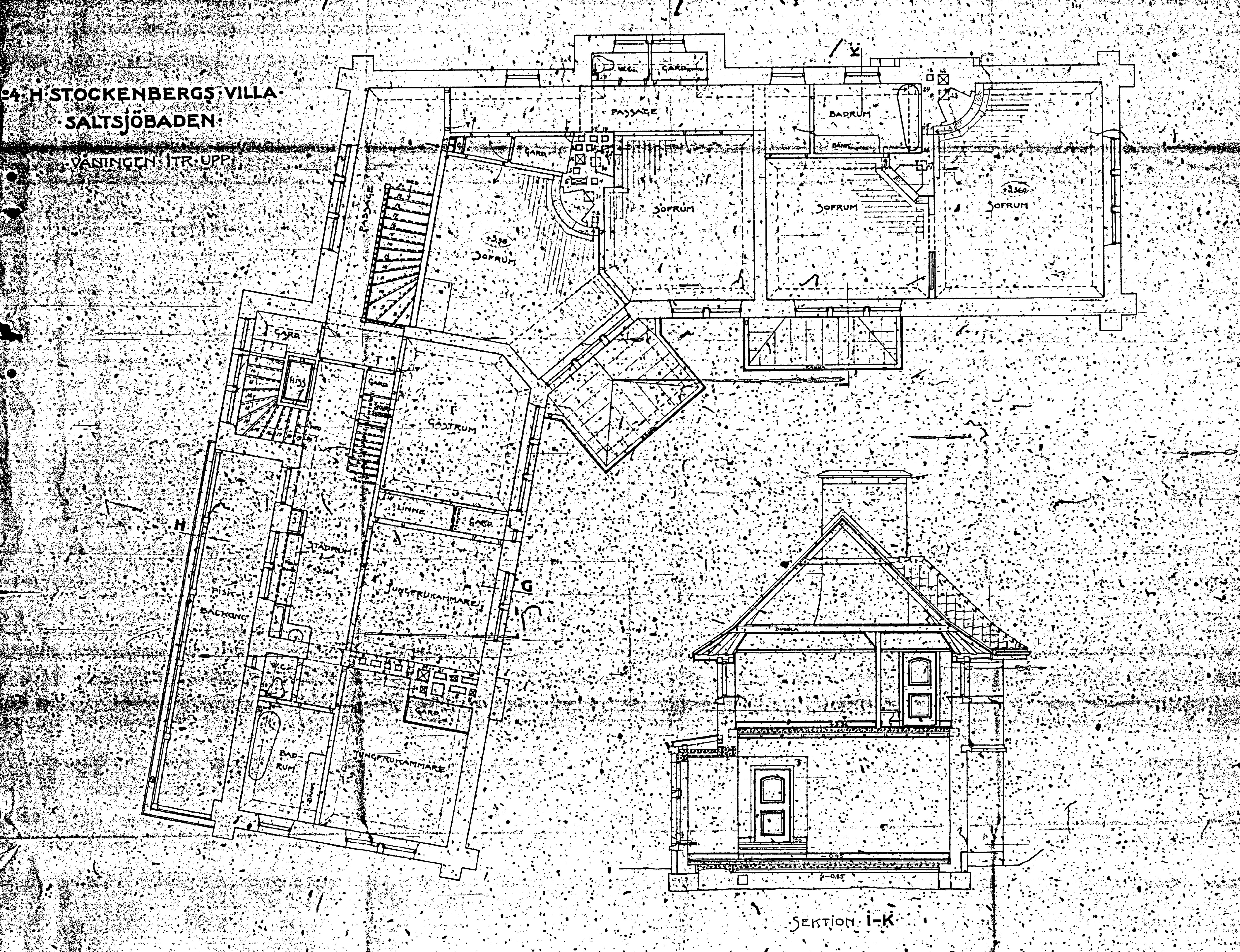
Våning 1 trappa
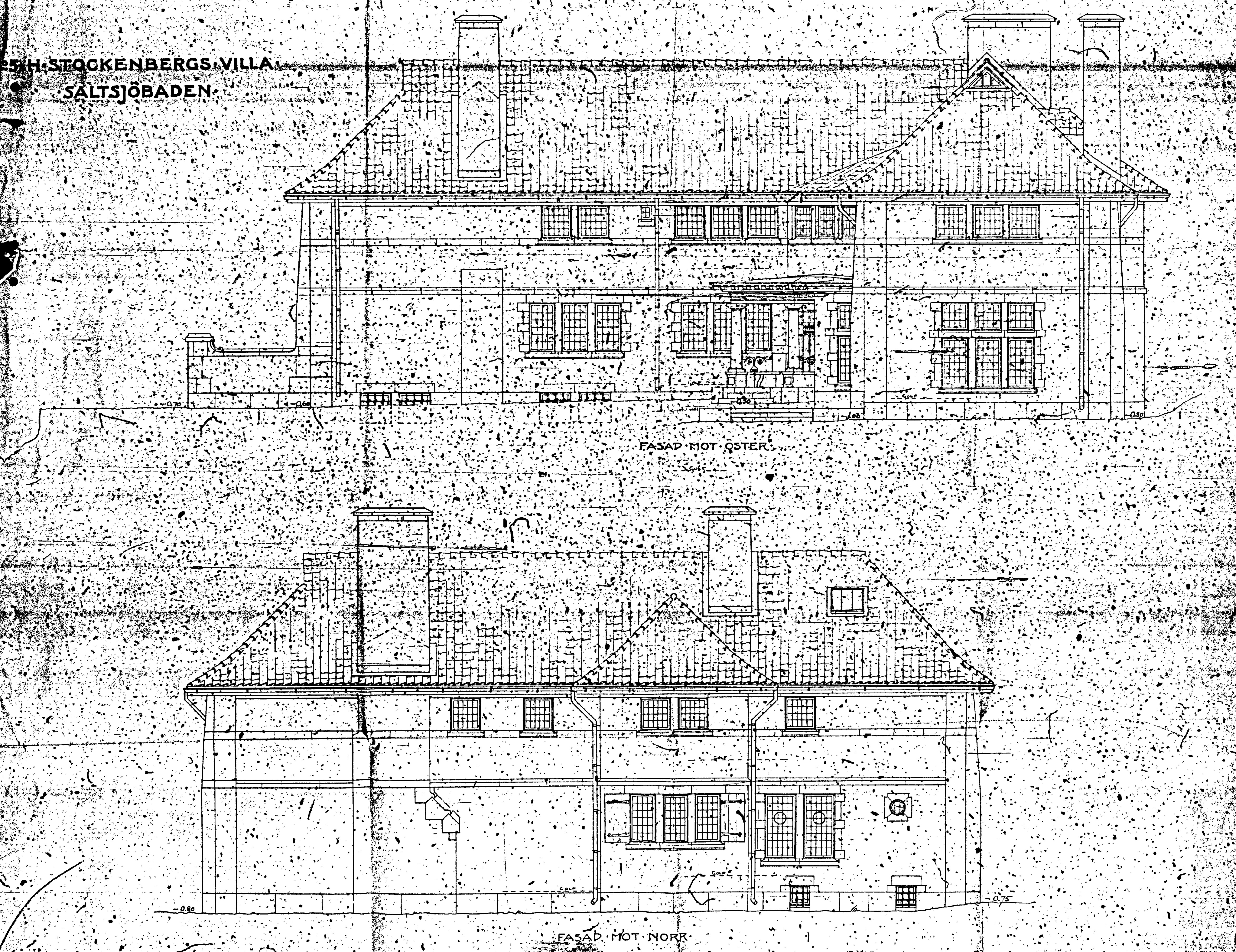
Fasader
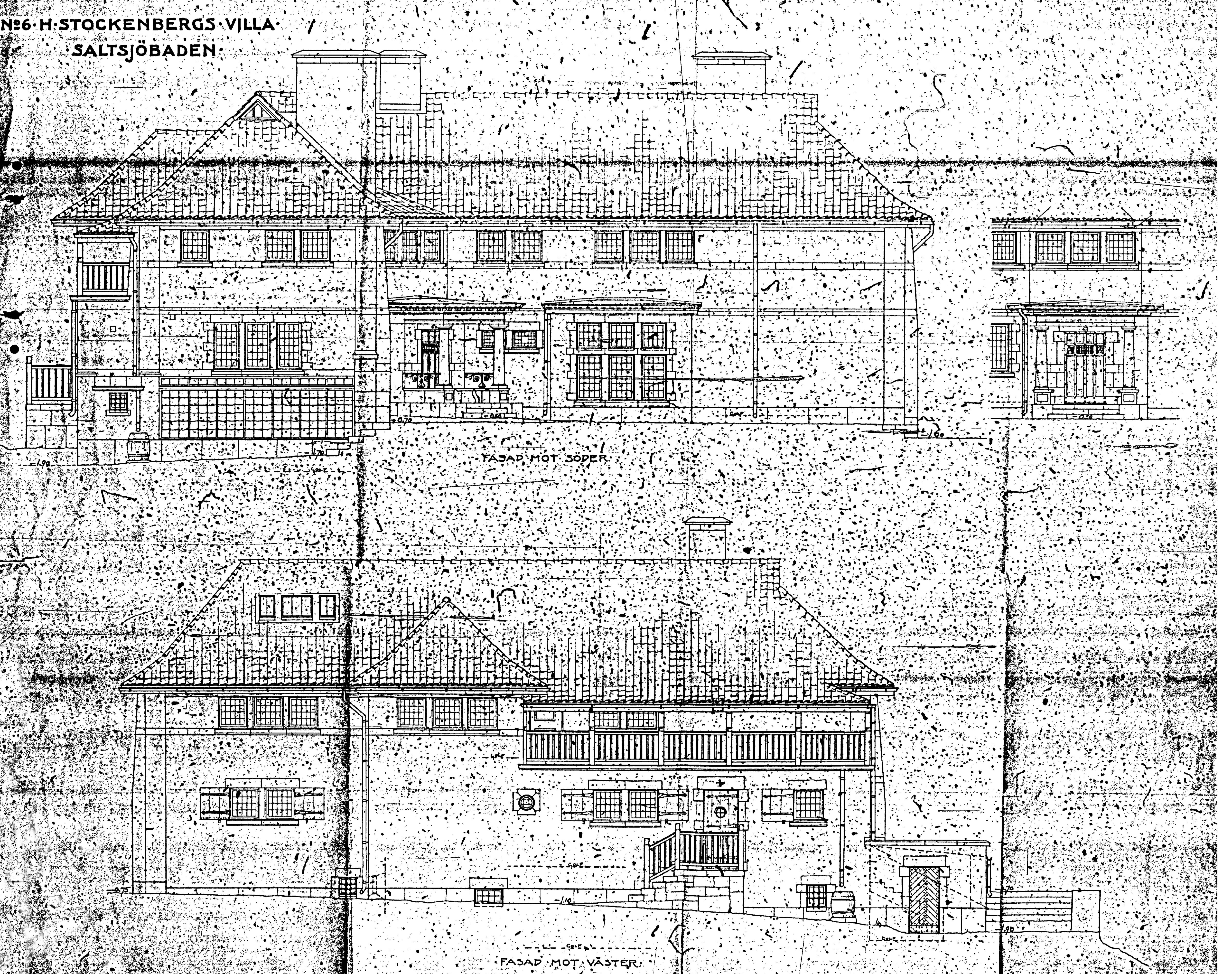
Fasader